# Данилов, Борис Михайлович
Борис Михайлович Данилов (11 августа 1926 года, Первоуральск, Уральская область, РСФСР, СССР — 16 июня 1987 года, Первоуральск, Свердловская область, РСФСР, СССР) — Герой Социалистического Труда, старший вальцовщик в цехе № 5 Новотрубного завода Свердловской области, почётный металлург.

## Биография
Родился 11 августа 1926 года в Первоуральске Свердловской области в семье рабочего. В семье отец Михаил Романович Данилов был токарем на заводе, мать Александра Александровна, и четверо детей. В 1940 году умер отец. В 1942 году закончил ремесленное училище.
Свою трудовую деятельность начал в апреле 1942 года. В 1942—1951 годах работал вальцовщиком в цехе №1 Новотрубного завода в Первоуральске, затем в 1952—1974 годах старшим вальцовщиком в цехе №5. В 1974 году вышел на пенсию по состоянию здоровья, в 1977—1979 годах был инструктором производственного обучения в ПТУ №6.
Борис Михайлович был членом КПСС с 1958 года, членом парткома завода, членом горкома КПСС, делегатом XXIV съезда КПСС, членом заводской агитбригады «Прошивка».
Скончался 16 июня 1987 года. Похоронен в Первоуральске на городском кладбище.

## Награды
За свои достижения был награждён:
- 1957 — звание «Почётный металлург»;
- орден Трудового Красного Знамени;
- 30.03.1971 — звание Герой Социалистического Труда с золотой медалью Серп и Молот и орден Ленина «за выдающиеся успехи, достигнутые выполнением заданий пятилетнего плана по развитию чёрной металлургии».